# Peder Christian Andersen
Peder Christian Andersen (Sagene, 1892. április 5. – Oslo, 1964. március 12.) norvég sporttisztviselő, újságíró, nemzetközi labdarúgó-játékvezető.

## Pályafutása
1909-től a Social-Demokraten sportújságírója. Az  1912. évi nyári olimpiai játékokról saját költségén adott tudósításokat.  1919-től az Aftenposten lapkiadó munkatársa, 1925 és 1945 között segédszerkesztő.

### Labdarúgóként
1912-től az SFK Njordban játszott, a klub a Skeid előde volt.

### Labdarúgó-játékvezetőként

#### Nemzeti játékvezetés
Labdarúgás művelése közben kezdett mérkőzést vezetni – csapat-játékvezetőként. Sportvezetőinek javaslatára lett az országos labdarúgó bajnokság játékvezetője. Az aktív nemzeti játékvezetéstől 1932-ben vonult vissza.

#### Nemzeti kupamérkőzések
Vezetett Kupa-döntők száma: 3.

##### Norvég Kupa
| Időpont           | Helyszín                       | Mérkőzés típusa | Mérkőzés                    | Eredmény | Nézők száma |
| ----------------- | ------------------------------ | --------------- | --------------------------- | -------- | ----------- |
| 1915. október 10. | Városi Stadion, Sarpsborg      | döntő           | Odds BK–Kvik Halden FK      | 2 : 1    | 6 000       |
| 1916. október 8.  | Skøitebanen Stadion, Trondheim | döntő           | Frigg Oslo FK–FK Ørn-Horten | 2 : 0    | 4 000       |
| 1919. október 12. | Fram Park Stadion, Larvik      | döntő           | Odd Grenland–Frigg Oslo FK  | 1 : 0    | 10 000      |

#### Nemzetközi játékvezetés
A Norvég labdarúgó-szövetség Játékvezető Bizottsága (JB) 1918-ban terjesztette fel nemzetközi játékvezetőnek, a Nemzetközi Labdarúgó-szövetség (FIFA) bíróinak keretébe. Több nemzetek közötti válogatott és klubmérkőzést vezetett vagy működő társának partbíróként segített. Az aktív nemzetközi játékvezetéstől 1932-ben búcsúzott. Válogatott mérkőzéseinek száma: 10.

##### Olimpia
Az 1924. évi nyári olimpiai játékok labdarúgó tornáján a FIFA JB bíróként alkalmazta.

###### 1924. évi nyári olimpiai játékok
| Időpont         | Helyszín                 | Mérkőzés típusa    | Mérkőzés                  | Eredmény | Nézők száma |
| --------------- | ------------------------ | ------------------ | ------------------------- | -------- | ----------- |
| 1924. május 25. | Bergeyre Stadion, Párizs | első forduló       | Csehszlovákia–Törökország | 5 : 2    | 4 344       |
| 1924. május 28. | Bergeyre Stadion, Párizs | egyik nyolcaddöntő | Svájc–Csehszlovákia       | 1 : 1    | 9 157       |
| 1924. június 1. | Olimpiai Stadion, Párizs | egyik negyeddöntő  | Franciaország–Uruguay     | 1 : 5    | 30 868      |

## Sportvezetőként
1914-1918 között, majd 1926-ban a Norvégia Labdarúgó-szövetség tanácstagja, 1918-tól 1925-ig titkár volt.

## Magyar vonatkozás
| Időpont         | Helyszín                    | Mérkőzés típusa          | Mérkőzés                   | Eredmény | Nézők száma |
| --------------- | --------------------------- | ------------------------ | -------------------------- | -------- | ----------- |
| 1922. július 9. | Olimpiai Stadion, Stockholm | 85. válogatott mérkőzés  | Svédország–Magyarország    | 1 : 1    | 15 000      |
| 1930. május 1.  | Letenský Stadion, Prága     | 139. válogatott mérkőzés | Csehszlovákia–Magyarország | 1 : 1    | 30 000      |

## Szakmai sikerek
1960-ban újságíróként megkapta a Narvesen Díjat 1960,[3] és a Dannebrog Order kitüntetést.

## Írásai
Sportújságírói szolgálat mellett több könyvet is írt.
- Labdarúgás (1924),
- Norvég sport győztesei (1941),
- Az olimpiai játékok 50 éve (1945)
- Sporteredmények (1950),
- Téli olimpiai játékok (1952) ,
- Újkori olimpiák (1957),
- Római olimpia (1961),
- A korcsolya világa (1963),

## Külső hivatkozások
- Peder Christian Andersen. World Referee. [2012. október 12-i dátummal az eredetiből archiválva]. (Hozzáférés: 2012. május 11.)
- Peder Christian Andersen. eu-football.info. (Hozzáférés: 2012. május 11.)

| Elődje: Daniel Eie | Norvég-labdarúgókupa döntő 1915 | Utódja: Peder Christian Andersen |

| Elődje: Peder Christian Andersen | Norvég-labdarúgókupa döntő 1916 | Utódja: Arne Wendelborg |

| Elődje: Ragnvald Smedvik | Norvég-labdarúgókupa döntő 1919 | Utódja: Fredrik Schieldrop |

1. 1 2  Norsk biografisk leksikon (norvég (bokmål) nyelven). Kunnskapsforlaget. (Hozzáférés: 2017. október 9.)